# والدمار دی بریتو
ولادمیر دی بریتو (به پرتغالی: Waldemar de Brito) مهاجم اهل برزیل است که در شهر سائوپائولو و در تاریخ ۱۷ مهٔ ۱۹۱۳ به دنیا آمده‌است.
ولادمیر دی بریتو در تیم‌های فوتبال Syrio ،Independência F.C.، Syrio، سائوپائولو، بوتافوگو و سن لورنزو سابقهٔ حضور دارد. این بازیکن همچنین در سال، ۱۹۳۴ – ۱۹۴۲ برای، تیم ملی فوتبال برزیل به میدان رفته‌است